# Herb Turyngii

Herb Turyngii

Herb Turyngii znany jest od XII wieku. Przedstawia na tarczy w polu błękitnym wspiętego srebrnego lwa w poziome czerwono-srebrne pasy, ze złotą koroną i szponami. Wokół lwa osiem srebrnych gwiazd.
Herb w obecnej wersji przyjęty został 30 stycznia 1991 roku. Potwierdzony został w konstytucji landu z 25 października 1993 roku.
Osiem gwiazd wokół lwa symbolizuje osiem historycznych terytoriów, które wchodzą w skład obecnej Turyngii. Są to: Sachsen-Weimar-Eisenach, Sachsen-Meiningen, Sachsen-Gotha, Sachsen-Altenburg, Republika Reuss (Księstwo Reuss (linii starszej) oraz Księstwo Reuss (linii młodszej)), Schwarzburg-Sondershausen i Schwarzburg-Rudolstadt oraz terytoria pruskie (Merseburg i Schmalkalden), które 1 maja 1920 roku wspólnie utworzyły ten kraj związkowy. 
W latach 1920–1933 herbem Turyngii była tarcza z siedmioma srebrnymi gwiazdami (w układzie 2,3,2) w polu czerwonym.
W okresie III Rzeszy paskowany lew trzymał w łapie swastykę. W początkowym okresie istnienia NRD Lew był złoty, a tło czerwone, w 1952 roku herb, jak i cała Turyngia jako jednostka administracyjna została zniesiona.

## Historia

Schwarzburg-Sondershausen 1599-1918
Schwarzburg-Rudolstadt 1599–1918
Saksonia-Altenburg 1602–1672 i 1602–1672
Saksonia-Meiningen i Hildburghausen 1680–1918
Saksonia-Hildburghausen 1680–1826
Saksonia-Gotha-Altenburg 1672–1826
Księstwo Reuss (linii starszej) 1778–1918
Księstwo Reuss (linii młodszej) 1806–1918
Saksonia-Weimar-Eisenach 1809–1918
Saksonia-Coburg-Gotha 1826–1918
Herb Turyngii w latach 1921-1933
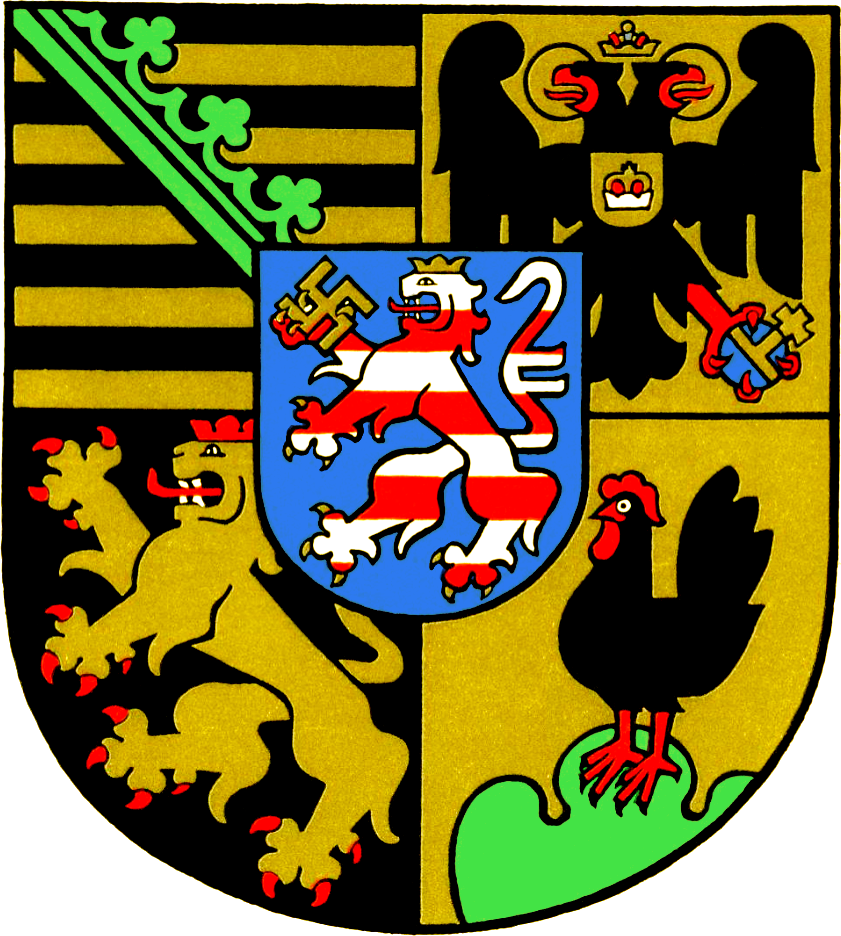
Herb Turyngii w latach 1933-1945
Herb Turyngii w latach 1945–1952